# Campeonato Sudamericano de Maratón
El Campeonato Sudamericano de Maratón es una competición anual de carrera de ruta organizado por la CONSUDATLE para atletas representantes de los países de sus asociaciones miembros. El evento fue establecido en 1994 como la Copa de Marathon Sudamericana luego de su remoción del programa del Campeonato Sudamericano de Atletismo después de 1991.  Discontinuado después de 2002, el evento fue restablecido bajo el actual nombre en el 2009.

## Ediciones
|       | Año  | Ciudad            | País      | Fecha            |
| ----- | ---- | ----------------- | --------- | ---------------- |
| I     | 1994 | Brasilia          | Brasil    | 21 de abril      |
| II    | 1995 | Georgetown        | Guyana    | 23 de abril      |
| III   | 1996 | Brasilia          | Brasil    | 21 de abril      |
| IV    | 1997 | São Paulo         | Brasil    | 1 de junio       |
| V     | 1998 | Villavicencio     | Colombia  | 29 de marzo      |
| VI    | 1999 | Porto Alegre      | Brasil    | 16 de mayo       |
| VII   | 2000 | Sao Paulo         | Brasil    | 11 de junio      |
| VIII  | 2001 | Sao Paulo         | Brasil    | 8 de julio       |
| IX    | 2002 | Sao Paulo         | Brasil    | 14 de julio      |
| X     | 2009 | Buenos Aires      | Argentina | 11 de octubre    |
| XI    | 2010 | Asunción          | Paraguay  | 8 de agosto      |
| XII   | 2011 | Lima              | Perú      | 15 de mayo       |
| XIII  | 2012 | Caracas           | Venezuela | 26 de febrero    |
| XIV   | 2013 | Buenos Aires      | Argentina | 13 de octubre    |
| XV    | 2014 | Santiago de Chile | Chile     | 6 de abril       |
| XVI   | 2015 | Asunción          | Paraguay  | 9 de agosto      |
| XVII  | 2016 | Montevideo        | Uruguay   | 10 de abril      |
| XVIII | 2017 | Temuco            | Chile     | 19 de marzo      |
| XVIV  | 2018 | Buenos Aires      | Argentina | 23 de septiembre |

## Resultados
Los ganadores fueron publicados enː

### Masculino
| Evento  | Oro                 | Oro     | Plata               | Plata   | Bronce              | Bronce  |
| ------- | ------------------- | ------- | ------------------- | ------- | ------------------- | ------- |
| 1994    | Luiz da Silva       | 2:22:02 | Roberto Dias        | 2:23:03 | Neilor Pazin        | 2:26:04 |
| 19951.) | Oswald Adams        | 2:43:40 | Clifton Thorn       | 2:45:30 | Rubén Coria         | 2:49:30 |
| 1996    | Neilor Pazin        | 2:23:12 | Lindemberg Gomes    | 2:24:14 | Luiz Santos         | 2:25:14 |
| 19972.) | Diamantino Silveira | 2:17:11 | Daniel Lopes        | 2:18:13 | Luiz da Silva       | 2:18:24 |
| 1998    | William Ramírez     | 2:23:17 | Julio Hernández     | 2:25:19 | Juan Paniagua       | 2:25:26 |
| 1999    | Arnaldo Sales       | 2:16:42 | Uilia Pires         | 2:19:10 | Francismar Dias     | 2:19:47 |
| 20003.) | Alex de Mendonça    | 2:16:37 | Genilson da Silva   | 2:17:30 | Diamantino Silveira | 2:17:57 |
| 20014.) | Rômulo Wagner       | 2:15:11 | Manoel Teixeira     | 2:17:51 | José Telles         | 2:18:39 |
| 20025.) | Vanderlei Cordeiro  | 2:11:19 | Diamantino Silveira | 2:16:43 | José Telles         | 2:17:29 |
| 2009    | Marco Pereira       | 2:17:56 | Oscar Cortínez      | 2:20:06 | José Romero         | 2:23:23 |
| 2010    | Elias Rodrigues     | 2:27:51 | Paulo da Silva      | 2:28:04 | Gustavo López       | 2:33:18 |
| 2011    | Miguel Mallqui      | 2:17:10 | Marco Antonio       | 2:19:40 | José Cardona        | 2:25:17 |
| 2012    | Juan David Cardona  | 2:19:18 | José Everaldo       | 2:24:22 | Eduardo Aruquipa    | 2:26:06 |
| 20136.) | Eliezer de Jesus    | 2:19:04 | Darío Rios          | 2:20:56 | Osvaldo Barreto     | 2:32:26 |
| 20147.) | Roberto Echeverría  | 2:16:58 | Marcos Alexandre    | 2:20:29 | Eugenio Galaz       | 2:20:35 |
| 2015    | Juan Huamán         | 2:28:23 | Marcos Alexandre    | 2:30:26 | Renilto Batista     | 2:32:05 |

1.): En 1995, la carrera fue ganada por Adalbert Browne de  Barbados con 2:33:06 h, Victor Ledgers de  Santa Lucía fue segundo con 2:42:30 h; ambos atletas corrieron como invitados.

2.): En 1997, la carrera fue ganada por Kipkemboi Cheruiyot de  Kenia con 2:17:09 h, Andrei Kuznetsov de  Rusia fue tercero con 2:17:56 h, ambos atletas corrieron como invitados.

3.): En 2000, la carrera fue ganada por David Ngetich de  Kenia con 2:15:21 h, Paul Yego de  Kenia fue tercero con 2:17:23 h, ambos atletas corrieron como invitados.

4.): En 2001, Stephen Rugat de  Kenia fue primero con 2:14:30 h, Eric Kimaiyo de  Kenia fue segundo con 2:14:31 h, y William Musyocki de  Kenia fue tercero con 2:15:05 h; todos los atletas corrieron como invitados.

5.): En 2002, Elijah Korir de  Kenia fue segundo con 2:15:26 h, y Joseph Kamau de  Kenia fue cuarto con 2:17:07 h, ambos atletas corrieron como invitados.

6.): En 2013, Julius Karinga de  Kenia fue primero con 2:11:02 h, Eric Nzioki de  Kenia fue segundo con 2:16:28 h, y Henry Cherono de  Kenia fue tercero con 2:17:10 h, todos los atletas corrieron como invitados.

7.): En 2014, Beraki Beyene de  Eritrea fue primero con 2:11:50, Simon Kariuki de  Etiopía fue segundo con 2:12:11, Julius Karinga de  Keniafue tercero con 2:13:38, Michael Chege de  Kenia fue cuarto con 2:15:21, Julius Keter de  Kenia fue quinto con 2:15:52, y Ali Abdosh de  Etiopía fue sexto con 2:16:13, todos los atletas corrieron como invitados.

### Femenino
| Evento  | Oro                | Oro     | Plata               | Plata   | Bronce             | Bronce  |
| ------- | ------------------ | ------- | ------------------- | ------- | ------------------ | ------- |
| 1994    | Solange Cordeiro   | 2:56:19 | Lidia Karwowski     | 2:57:21 | Maria Venancio     | 2:58:32 |
| 1995    | Rita Medeiros      | 3:07:06 | Iara Cristina Silva | 3:13:10 | Reonna Cornette    | 3:33:40 |
| 1996    | Berenice Dias      | 2:49:19 | Maria Venancio      | 2:52:56 | Luciene Soares     | 2:54:52 |
| 1997    | Viviany Anderson   | 2:42:13 | Marcia Narloch      | 2:43:02 | Lidia Karwowski    | 2:44:43 |
| 1998    | María Trujillo     | 2:55:01 | Rosa Rivera         | 2:57:18 | Luz Cortés         | 3:12:19 |
| 1999    | Marcia Narloch     | 2:40:15 | Alina Karwowski     | 2:45:19 | Maria Pereira      | 2:45:32 |
| 20001.) | Marcia Narloch     | 2:40:15 | Lidia Karwowski     | 2:45:41 | Cleusa Irineu      | 2:47:35 |
| 2001    | Marizete Rezende   | 2:38:57 | Maria Rodrigues     | 2:39:33 | Marlene Teixeira   | 2:41:20 |
| 2002    | Maria Rodrigues    | 2:36:07 | Marcia Narloch      | 2:37:20 | Érika Olivera      | 2:38:11 |
| 2009    | Sirlene Sousa      | 2:38:08 | Natalia Romero      | 2:44:31 | Andrea Graciano    | 2:46:00 |
| 2010    | María Almada       | 2:55:02 | Janete Gomes        | 2:56:48 | Leone da Silva     | 3:09:51 |
| 2011    | Jimena Misayauri   | 2:42:40 | Sandra Ruales       | 2:48:01 | Mary da Costa      | 2:54:29 |
| 2012    | Conceição Carvalho | 2:53:15 | Ruby Riátiva        | 2:53:22 | Ana Rondón         | 2:55:04 |
| 20132.) | Rosa Chacha        | 2:42:57 | Karina Neipán       | 2:46:47 | Laura Bazallo      | 2:49:53 |
| 20143.) | Érika Olivera      | 2:36:08 | Carmen Martínez     | 2:38:05 | Hortencia Arzapalo | 2:42:12 |
| 2015    | Wilma Arizapana    | 2:50:39 | Gladys Machacuay    | 2:51:13 | Antonia Lins       | 2:58:37 |

1.): En 2000, Nora Maragaf de  Kenia fue segunda con 2:44:09 h, y Violetta Kryza de  Polonia fue tercera con 2:44:28 h; ambas atletas corrieron como invitadas.

2.): En 2013, Lucy Karimi de  Kenia fue primera con 2:34:32 h, y Emily Chepkorir de  Kenia fue segunda con 2:38:46 h; ambas atletas corrieron como invitadas.

3.): En 2014, Emily Chepkorir de  Kenia fue primera con 2:35:15, Alene Shewarge de  Etiopía fue segunda con 2:35:30, y Lucy Karimi de  Kenia fue tercera con 2:35:39; todas corrieron como invitadas.